# Jaskinia Rybia
Jaskinia Rybia (Wodna pod Zawiesistą) – jaskinia w Wyżniej Bramie Chochołowskiej w Dolinie Chochołowskiej w Tatrach Zachodnich. Ma 10 otworów i kilka przebić do powierzchni (zbyt ciasnych, aby przejść) tuż przy lewym brzegu Chochołowskiego Potoku, kilkadziesiąt metrów od dawnego schroniska Blaszyńskich, na wysokościach 1024 i 1025 metrów n.p.m. Długość jaskini wynosi 358 metrów, a jej deniwelacja 6 metrów

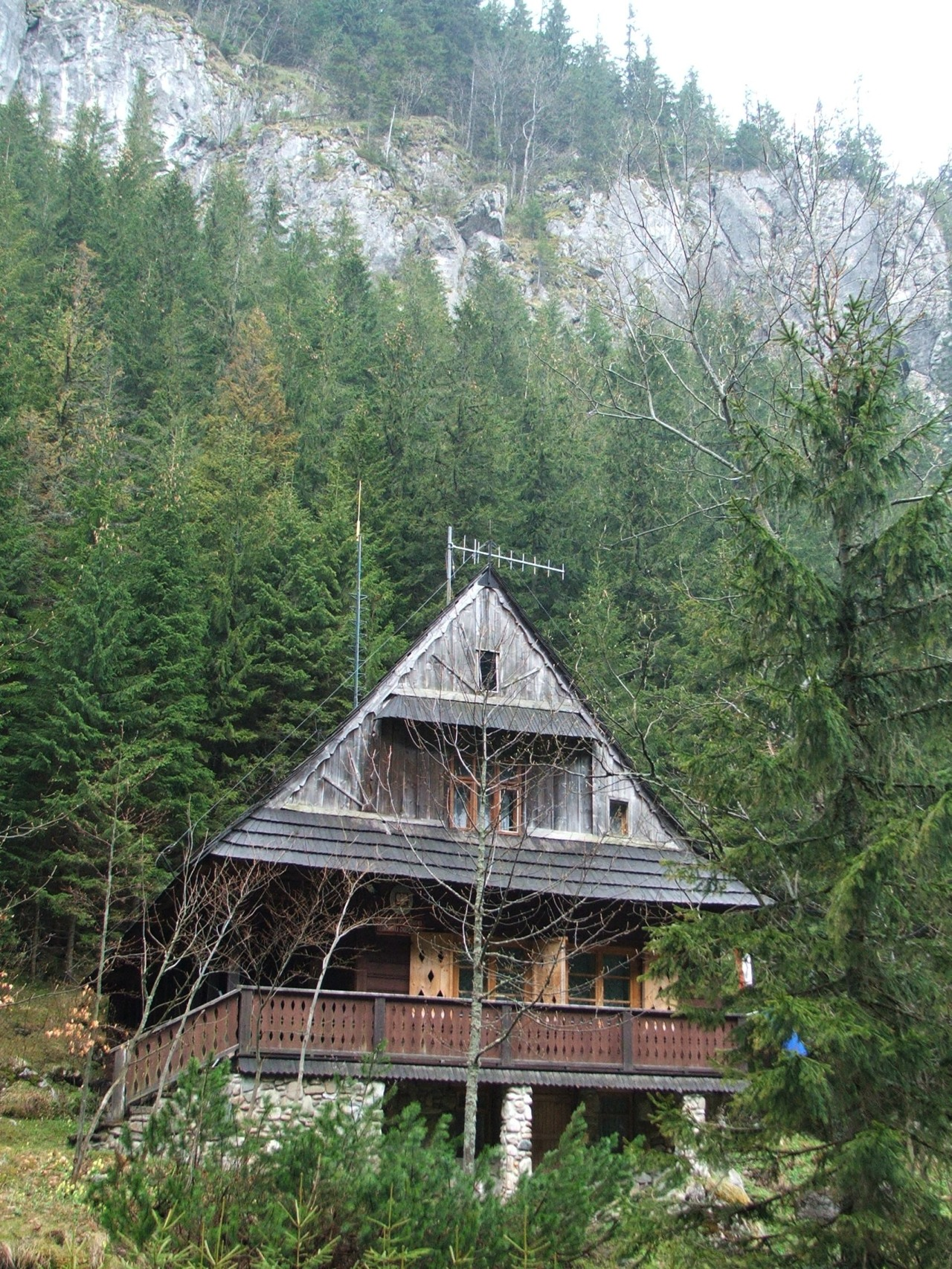
Dawne schronisko Blaszyńskich (obecnie leśniczówka)

## Opis jaskini
Jaskinia tworzy sieć ciasnych, szczelinowatych korytarzy, zwykle wypełnionych wodą. Otwory wejściowe usytuowane są w 2 grupach rozdzielonych zboczem. Cztery wychodzą na wschód, reszta na południe lub południowy wschód. 
Za otwór główny przyjmuje się jeden z otworów wychodzących na wschód. Idzie się nim do Korytarza na Kontakcie. Po drodze odchodzi szereg bocznych korytarzyków kończących się ślepo lub prowadzących do pozostałych otworów  północnych. Z Korytarza na Kontakcie schodzi się do Węzła. Zaczyna się kilka bocznych korytarzy. Ciąg główny prowadzi dalej do Płaskiej Komory. Stąd Korytarzem z Mostami dochodzi się do skrzyżowania. W lewo prowadzi 11-metrowy korytarz, od którego odgałęzia się w obie strony szereg bocznych odnóg. Jedna z nich prowadzi do dużej Pochyłej Szczeliny. Dochodzi się nią po kilkunastu metrach do ciasnego syfonu, który zawsze wypełnia woda (prawdopodobnie łączy się on z dolnymi partiami Szczeliny Chochołowskiej). Z Pochyłej Szczeliny odchodzą też ciasne, zwężające się odnogi prowadzące do otworów wejściowych jaskini wychodzących na południe.

## Przyroda
Jaskinia stanowi współczesny podziemny przepływ Chochołowskiego Potoku. Część północna jest wypływem, część południowa przy wysokich stanach wody funkcjonuje jako ponor. Jak wykazały badania, woda z jaskini wpływa do korytarzy położonej niedaleko Szczeliny Chochołowskiej. Istnieje też przepływ wody między jaskinią a Wywierzyskiem Chochołowskim.
Zimą przy otworach występuje lód naciekowy (stalaktyty, stalagmity, pokrywy lodowe), a głębiej lód gruntowy (lity i włóknisty).

## Historia odkryć
Jaskinia znana od dawna góralom. Pierwsze jej badania przeprowadzili bracia Zwolińscy w 1922 roku.
W latach 2008–2009 sporządzono nową dokumentację jaskini.